# Chelonarium kurosawai
Chelonarium kurosawai là một loài bọ cánh cứng trong họ Chelonariidae. Loài này được Sato miêu tả khoa học đầu tiên năm 2001.